# Liste der Staatsoberhäupter 1804
Übersicht
◄◄ | ◄ | 1800 | 1801 | 1802 | 1803 | Liste der Staatsoberhäupter 1804 | 1805 | 1806 | 1807 | 1808 | ► | ►►

Weitere Ereignisse

## Afrika
- Äthiopien
  - Kaiser: Egwala Seyon (1801–1818)

- Burundi
  - König: Ntare IV. Rugamba (ca. 1796–ca. 1850)

- Dahomey
  - König: Adandozan (1797–1818)

- Marokko (Alawiden-Dynastie)
  - Sultan: Mulai Sulaiman (1792–1822)

- Ruanda
  - König: Mutara II. 1802–1853

- Tunesien (Husainiden-Dynastie)
  - Sultan: Hammuda Bey (1782–1814)

## Amerika

### Angloamerika
- Vereinigte Staaten von Amerika
  - Staats- und Regierungschef: Präsident Thomas Jefferson (1801–1809)

### Karibik
- Haiti (seit 1. Januar, umstritten)
  - Herrscher: Kaiser Jakob I. (22. September 1804–1806)

### Lateinamerika
- Vizekönigreich Brasilien
  - Vizekönig: Fernando José de Portugal e Castro (1801–1806)

- Vizekönigreich Neugranada
  - Vizekönig: Antonio Amar y Borbón (1803–1810)

- Vizekönigreich Neuspanien
  - Vizekönig: José de Iturrigaray (1803–1808)

- Vizekönigreich Peru
  - Vizekönig: Gabriel de Avilés (1801–1806)

- Vizekönigreich des Río de la Plata
  - Vizekönig: 
    1. Joaquín del Pino Sánchez de Rojas (1801–1804)
    2. Rafael de Sobremonte (1804–1807)

## Asien
- Abu Dhabi
  - Scheich: Shakhbut bin Dhiyab (1793–1816)

- Afghanistan
  - König: Schodscha Schah Durrani (1803–1809)

- China (Qing-Dynastie)
  - Kaiser: Jia Qing (1796–1820)

- Japan
  - Kaiser: Kokaku (1780–1817)
  - Shōgun (Tokugawa): Tokugawa Ienari (1786–1837)

- Korea (Joseon)
  - König: Sunjo (1800–1834)

- Persien (Kadscharen-Dynastie)
  - Schah: Fath Ali (1797–1834)

- Thailand
  - König von Thailand: Rama I. (1782–1809)

## Europa
- Andorra
  - Co-Fürsten:
    - Kaiser von Frankreich: Napoléon Bonaparte (1804–1814)
    - Bischof von Urgell: Francesc Antoni de la Dueña y Cisneros (1797–1816)

- Dänemark und Norwegen
  - König: Christian VII. (1766–1808)

- Frankreich
  - Kaiser: Napoléon Bonaparte (1804–1814) (1799–1804 1. Konsul)

- Heiliges Römisches Reich
  - König und Kaiser: Franz II. (1792–1806)
  - Böhmen und Österreich: König und Erzherzog Franz Joseph Karl (1792–1835, ab 4. August als Kaiser Franz I.)
  - Brandenburg: Kurfürst Friedrich Wilhelm III. (1797–1840)
  - Baden: Kurfürst Karl Friedrich (1738–1811), seit 1806 Großherzog
  - Bayern: Kurfürst Maximilian IV. Joseph (1799–1825), seit 1806 König
  - Braunschweig-Lüneburg (Hannover): Kurfürst Georg Wilhelm Friedrich (1760–1820)
  - Hessen-Darmstadt: Landgraf Ludwig X. (1790–1806), seit 1806 Großherzog
  - Hessen-Kassel: Kurfürst Wilhelm I. (Hessen-Kassel) (1785–1821), seit 1803 Kurfürst, 1806–1813 im Exil
  - Oldenburg: Herzog Peter Friedrich Ludwig (1785–1829)
  - Regensburg: Kurfürst Karl Theodor von Dalberg (1803–1810)
  - Sachsen: Kurfürst Friedrich August III. (1763–1827), seit 1806 König
  - Salzburg: Kurfürst Ferdinand III. (1803–1805)
  - Württemberg: Kurfürst Friedrich I. (1797–1816), seit 1806 König
- Italienische Staaten
  - Kirchenstaat
    - Papst: Pius VII. (1800–1823)

  - Neapel
    - König: Ferdinand IV. (1759–1806)

  - San Marino
    - Capitani Reggenti: Antonio Onofri und Marino Francesconi (1803–1804)
    - Capitani Reggenti: Marino Belluzzi und Matteo Martelli (1804)
    - Capitani Reggenti: Francesco Giannini und Giuseppe Righi (1804–1805)

  - Sardinien
    - König: Viktor Emanuel I. (1802–1821)

  - Savoyen
    - Herzog: Karl Emanuel IV. (1796–1819)

  - Sizilien
    - König: Fernando I. (1759–1825)

- Montenegro (unter osmanischer Suzeränität)
  - Fürstbischof (Vladika): Petar I. Petrović-Njegoš (1782–1830)

- Osmanisches Reich
  - Sultan: Selim III. (1789–1807)

- Portugal
  - Königin: Maria I. (1777–1816) (1792 entmündigt) (1815–1816 Königin von Brasilien)
  - Regent: Johann Herzog von Braganza (1792–1816) (1816–1826 König von Portugal, 1815–1816 Regent von Brasilien, 1816–1822 König von Brasilien)

- Preußen
  - König: Friedrich Wilhelm III. (1797–1840) (1797–1806 Kurfürst von Brandenburg)

- Russland
  - Kaiser: Alexander I. (1801–1825)

- Schweden
  - König: Gustav IV. Adolf (1792–1809)

- Spanien
  - König: Karl IV. (1788–1808)

- Ungarn
  - König: Franz I. (1792–1835) (1792–1806 Kaiser, 1792–1835 König von Böhmen, 1815–1835 König von Lombardo-Venetien, 1792–1797 und 1799–1800 Herzog von Mailand, 1792–1804 Erzherzog von Österreich, 1804–1835 Kaiser von Österreich)

- Walachei (unter osmanischer Oberherrschaft)
  - Fürst: Constantin Ipsilanti (1802–1806, 1806–1807, 1807) (1799–1801 Fürst der Moldau)

- Vereinigtes Königreich
  - Staatsoberhaupt: König Georg III. (1801–1820) (1760–1801 König von Großbritannien und Irland, 1760–1806 Kurfürst von Braunschweig-Lüneburg,  1814–1820 König von Hannover)
  - Regierungschef:
    - Premierminister Henry Addington (1801–1804)
    - Premierminister William Pitt der Jüngere (1783–1801, 1804–1806)

## Ozeanien und Pazifik
- Hawaii
  - König: Kamehameha I. (1795–1819)